# Algarve
Algarve (phát âm tiếng Bồ Đào Nha: [aɫˈɡaɾv(ɨ)], bắt nguồn từ tiếng Ả Rập: الغرب al-Gharb "phía Tây") là khu vực cực nam của Bồ Đào Nha lục địa, giáp biên giới với vùng Andalucía của Tây Ban Nha. Nó có diện tích 4997 km vuông (1.929 sq mi)  với 451.006 người dân  cư trú thường xuyên, và kết hợp 16 huyện. Algarve là một trong bảy vùng của Bồ Đào Nha (Região do Algarve). Nó cũng đồng thời là tiểu vùng thống kê Algarve, vùng đô thị (Grande Área Metropolitana do Algarve) và tỉnh Faro (Distrito de Faro), một trong 18 tỉnh của cả nước. Trung tâm hành chính của khu vực này là thành phố Faro, thành phố lớn nhất, nơi có sân bay quốc tế (FAO) của khu vực và cả đại học công lập, trường Đại học Algarve. Du lịch và các hoạt động liên quan được mở rộng và tạo nên phần lớn nền kinh tế mùa hè của Algarve. Sản xuất thực phẩm, trong đó bao gồm cá và các hải sản khác, trái cây, cam, đậu carob, quả sung và quả hạnh, cũng rất quan trọng về mặt kinh tế trong khu vực. Algarve là địa điểm du lịch được ưa chuộng nhất ở Bồ Đào Nha, và một trong những nơi được ưa chuộng nhất ở châu Âu. Dân số tăng gấp ba đến gần 1,5 triệu người trong cao điểm nghỉ hè, và trung bình khoảng 7 triệu khách du lịch nước ngoài tới mỗi năm. Tổng cộng, kể cả du khách quốc gia, gần 10 triệu người đến thăm viếng Algarve mỗi năm.
Algarve hiện là khu vực giàu thứ ba ở Bồ Đào Nha, sau Lisbon và Madeira, với GDP bình quân đầu người 86% mức trung bình Liên minh châu Âu.